# Vikšrupio aukštupys
Vikšrupio aukštupys este o arie protejată (arie specială de conservare — SAC, sit de importanță comunitară — SCI) din Lituania întinsă pe o suprafață de 108 ha, integral pe uscat.

## Localizare
Centrul sitului Vikšrupio aukštupys este situat la coordonatele 55°13′24″N 23°46′06″E / 55.2233°N 23.7683°E.

## Înființare
Situl Vikšrupio aukštupys a fost declarat sit de importanță comunitară în martie 2009 pentru a proteja 1 specie de animale. Situl a fost protejat și ca arie specială de conservare în ianuarie 2021.

## Biodiversitate
Situată în ecoregiunea boreală, aria protejată nu include niciun habitat protejat.
La baza desemnării sitului se află o specie protejată de  nevertebrate: Phengaris teleius.
Pe lângă speciile protejate, pe teritoriul sitului au mai fost identificate 3 specii de plante, 2 specii de nevertebrate.